# Vladimir Malakhov (cyclisme)
Vladimir Malakhov, né en 1958 à Rostov-sur-le-Don, Russie, (URSS), est un coureur cycliste soviétique. Membre de l'équipe de l'URSS qui participait au Tour d'Espagne en 1985, il remportait la dernière étape de cette Vuelta. Alors « amateur », il est le premier coureur soviétique à avoir remporté une étape dans un des trois grands tours cyclistes professionnels.
Vladimir Malakhov était considéré comme un coureur de « kermesses ». Son nom ne figure dans aucune des équipes sélectionnées pour les deux grandes compétitions « amateurs », Course de la Paix et Tour de l'Avenir.

## Palmarès

### Palmarès année par année
- 1980
  - Triptyque ardennais :
    - Classement général
    - 3ea étape (contre-la-montre)
- 1982
  - 2e du championnat d'URSS sur route[2]
  - 3e du championnat d'URSS du critérium
- 1983
  - 3e du championnat d'URSS du critérium
- 1984
  -  Champion d'URSS du critérium
  - Trofeo Papà Cervi
- 1985
  - 19e étape du Tour d'Espagne[3]

### Résultats sur les grands tours

#### Tour d'Espagne
- 1985 : 71e, vainqueur de la 19e étape